# Stefano Gattuso

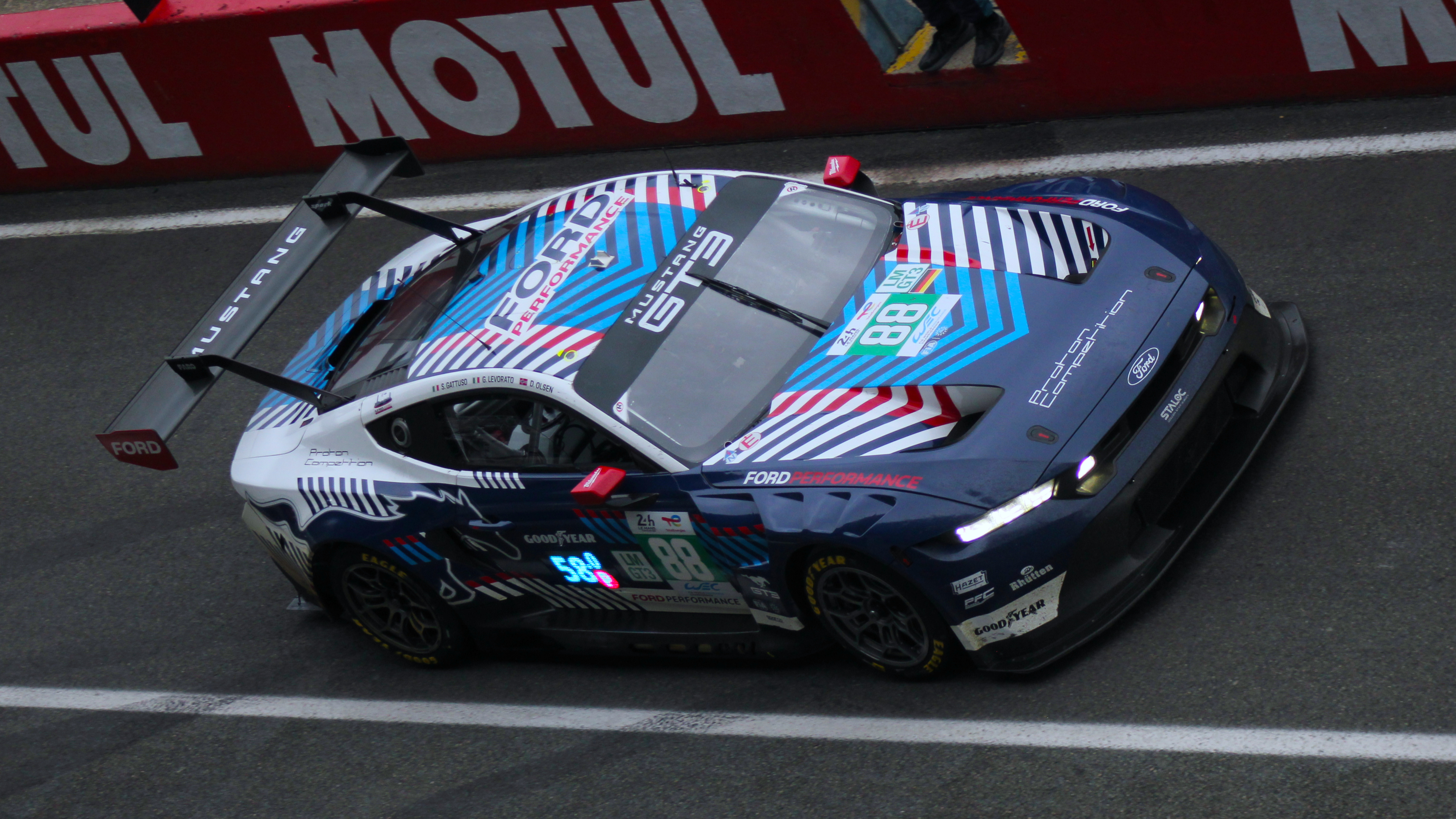
Der von Stefano Gattuso beim 24-Stunden-Rennen von Le Mans 2025 gefahrene Ford Mustang GT3

Stefano Gattuso (* 3. Mai 1984 in Sarnico) ist ein italienischer Autorennfahrer.

## Karriere als Rennfahrer
Stefan Gattuso hatte bereits eine lange Karriere als Rennfahrer hinter sich, als er 2025 für Proton Competition in die FIA-Langstrecken-Weltmeisterschaft einstieg. Gattuso fuhr einige Jahre Monopostorennen, erst in der italienischen Formel-3-Meisterschaft und danach in der Italienischen Formel-3000-Meisterschaft, wo er 2005 die Light-Klasse gewann.
Ab dem Beginn der Rennsaison 2007 ging er ausschließlich bei GT- und Sportwagenrennen an den Start. Viele Jahre war er regelmäßiger Teilnehmer italienischer GT-Meisterschaften und der International GT Open. Er gewann die GT3-Klasse der italienischen GT3-Meisterschaft 2015 und gab 2025 sein Debüt beim 24-Stunden-Rennen von Le Mans.

## Statistik

### Le-Mans-Ergebnisse
| Jahr | Team               | Fahrzeug         | Teamkollege        | Teamkollege  | Platzierung | Ausfallgrund |
| ---- | ------------------ | ---------------- | ------------------ | ------------ | ----------- | ------------ |
| 2025 | Proton Competition | Ford Mustang GT3 | Giammarco Levorato | Dennis Olsen | Ausfall     | Unfall       |

### Einzelergebnisse in der FIA-Langstrecken-Weltmeisterschaft
| Saison | Team               | Rennwagen        | 1   | 2   | 3   | 4   | 5   | 6   | 7   | 8   |
| ------ | ------------------ | ---------------- | --- | --- | --- | --- | --- | --- | --- | --- |
| 2025   | Proton Competition | Ford Mustang GT3 | KAT | IMO | SPA | LEM | SAO | AUS | FUJ | BAH |
| 2025   | Proton Competition | Ford Mustang GT3 | 27  | 34  | 16  | DNF | DNF |     |     |     |